# Anne Hubinger
Anne Hubinger, née le 31 janvier 1993 à Ribnitz-Damgarten, est une handballeuse internationale allemande. Elle évolue au poste d'arrière droite.

## Biographie
Avec Leipzig, elle remporte la coupe d'Allemagne en 2014 et 2016. À compter de l'été 2017, elle  rejoint Thüringer HC.
Anne Hubinger obtient sa première sélection le 4 octobre 2012 contre la République tchèque. Depuis, elle a joué 62 matches internationaux pour l'Allemagne, marquant 108 buts.

## Palmarès

### En sélection
Championnats du monde
- 13e du championnat du monde 2015
- 7e du championnat du monde 2013

Championnats d'Europe
- 6e du championnat d'Europe 2016
- 7e du championnat d'Europe 2012

### En club
compétitions nationales
- vainqueur du championnat d'Allemagne en 2018 (avec Thüringer HC)
- vainqueur de la coupe d'Allemagne en 2014 et 2016 (avec Handball-Club Leipzig) et 2019 (avec Thüringer HC)
- vainqueur de la Supercoupe d'Allemagne en 2018 (avec Thüringer HC)